# Fly Project

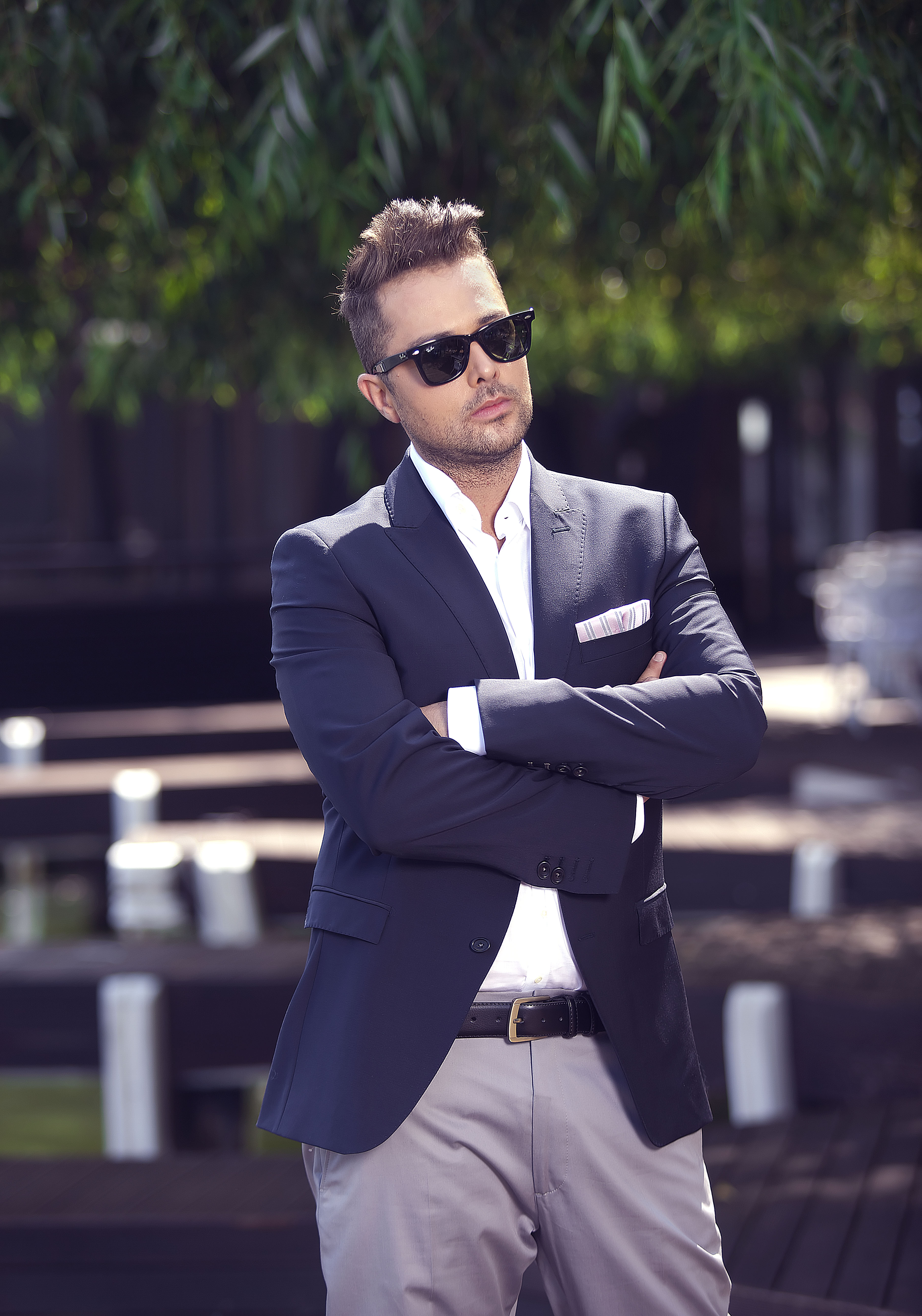
Тудор Ионеску

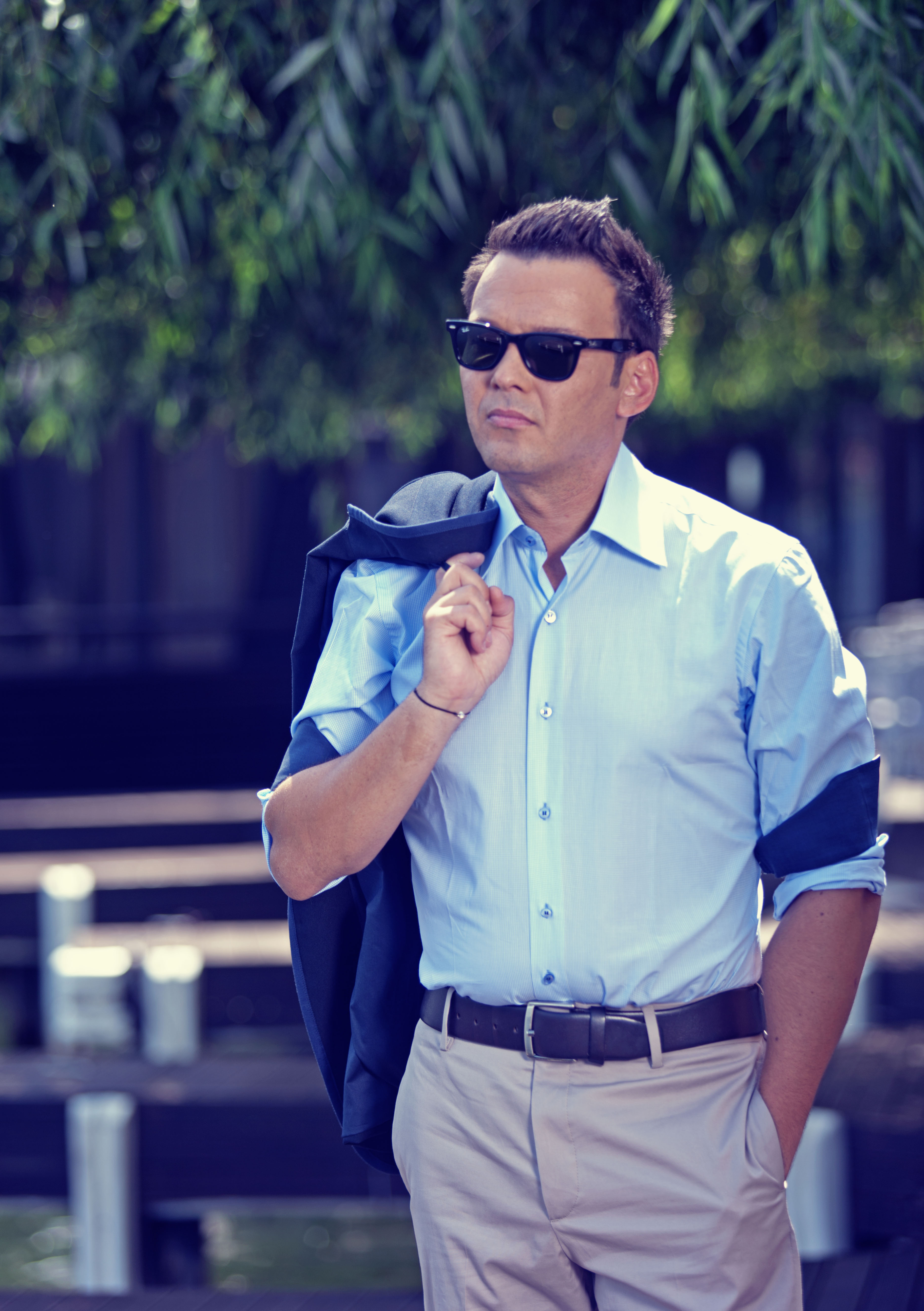
Дан Денес

Fly Project — одна из самых успешных румынских танцевальных групп, созданная в 2005 году в Бухаресте Тудором Ионеску. С момента создания и до марта 2011 года группа дала более 2000 концертов и заслужила более 10 престижных наград румынской музыкальной индустрии.

## История
Тудор Ионеску и Дан Денес выпустили свой дебютный альбом, названный Fly Project, в 2005 году. Их первый сингл, Raisa, принёс им мгновенный успех, став хитом во всех клубах Румынии и более года находясь в топ-позициях музыкальных чартов (до середины 2006 года). Raisa считается одной из самых известных и любимых танцевальных композиций всех времён в Румынии.
В 2006 году вышел новый сингл Fly Project, названный K-tinne, он также оказался успешным, получив в 2007 году ряд музыкальных наград, включая румынскую премию Top Hits за лучшую танцевальную композицию и лучшую песню. В том же году группа выпустила свой второй альбом, также названный K-tinne, который поставил рекорд продаж и сделал Fly Project самой востребованной группой в стране, обеспечив ей наибольшее количество концертов в течение следующего года.
В 2008 году группа выпустила вместе с джазовой певицей Анкой Паргель и диджеем и продюсером Томом Боксером сингл Brasil, который возглавил чарты в Румынии, России, Греции, Испании, Молдавии, Турции, Нидерландах, Сербии и Венгрии. Кроме того, сингл был номинирован на Румынскую музыкальную премию как «Лучшая танцевальная песня».
В последующие годы Fly Project выпустили ещё ряд синглов, также ставших хитами: Mandala, Goodbye, Musica, Back In My Life и Toca Toca. Композиции группы занимали топ-позиции в международных музыкальных чартах, а также в России, Нидерланды, Индии, Греции и Латинской Америке. Очень успешным оказался сингл Toca Toca, пользовавшийся высокой популярностью по всему миру в таких странах, как Италия, Россия, Украина, Франция, Испания, Мексика, Турция и занимая высокие места в музыкальных хит-парадах даже после года со дня выпуска. Группа получила несколько золотых и платиновых дисков за свой сингл Musica, а также золотой диск в Италии за Toca Toca.
Осенью 2014 года Fly Project за свой успех на международной сцене была награждена румынской музыкальной премией «Прорыв 2014», одним из самых важных событий в румынской музыкальной индустрии. В том же году Fly Project приняли участие в гала-концерте в рамках церемонии вручения польской музыкальной премии Eska Music Awards, в популярном в Польше телевизионное шоу Jaka la Melodia, а также выступили на шоу Gran Canaria 40 Pop Fashion & Friends, собравшем более 40 000 зрителей.
В 2015 году Fly Project провели международное турне #MostWanted и выпустили сингл So High. В марте 2016 года Тудор и Дан сняли новое видео для своего нового сингла Jolie, записанного совместно с румынской певицей Misha, известной своим международный хитом Tenerife. Осенью 2016 года Fly Project выпустили свой очередной сингл Butterfly, записанный вместе с румынской певицей Andra. В 2017 году вышли ещё два сингла, Dame и Get We.

## Состав
- Тудор Ионеску (род. 3 ноября 1979 года в Брашове)

## Дискография

### Альбомы
| Fly Project (2005) Трек-лист: 1. Raisa 2. Lumea mea 3. Sare 4. Cheyenne 5. Ultima seară 6. Rebirth 7. Raisa (микс) 8. In love again 9. Extassy 10. Raisa (английская версия) 11. Fly 12. Tu a mea 13. Raisa (расширенная версия) 14. Ultima seară (ремикс Привет-Q) | K-Tinne (2007) Трек-лист: 1. K-Tinne 2. 1001 3. Tasha 4. Allena 5. People Around You 6. Cubba 7. Push Up 8. Kattrina 9. K-Tinne (ремикс, Том Боксер) 10. People Around You (ремикс, Том Боксер) 11. Cubba (расширенная версия) 12. Tasha (радиоверсия) 13. Tasha (микс) 14. When You Cry 15. Cheyenne (английская версия) 16. When You Cry (ремикс, Том Боксер) |

### Синглы
| Год  | Композиция                                | Пиковые позиции в чартах | Пиковые позиции в чартах | Пиковые позиции в чартах | Пиковые позиции в чартах | Пиковые позиции в чартах | Пиковые позиции в чартах | Пиковые позиции в чартах | Пиковые позиции в чартах | Сертификация        |
| Год  | Композиция                                | BEL (Wa)                 | BUL                      | FRA                      | SPA                      | SWI                      | UKR                      | RUS                      | ITA                      | Сертификация        |
| ---- | ----------------------------------------- | ------------------------ | ------------------------ | ------------------------ | ------------------------ | ------------------------ | ------------------------ | ------------------------ | ------------------------ | ------------------- |
| 2005 | «Raisa»                                   | —                        | 51                       | 51                       | —                        | —                        | —                        | —                        | —                        |                     |
| 2006 | «K-Tinne»                                 | —                        | —                        | —                        | —                        | —                        | —                        | —                        | —                        |                     |
| 2008 | «Brasil» (feat. Anca Parghel & Tom Boxer) | —                        | —                        | —                        | —                        | —                        | —                        | —                        | —                        |                     |
| 2008 | «Alegria»                                 | —                        | —                        | —                        | —                        | —                        | —                        | —                        | —                        |                     |
| 2009 | «Unisex»                                  | —                        | —                        | —                        | —                        | —                        | —                        | 196                      | —                        |                     |
| 2011 | «Mandala»                                 | —                        | —                        | —                        | —                        | —                        | —                        | 8                        | —                        |                     |
| 2011 | «Goodbye»                                 | —                        | —                        | —                        | —                        | —                        | —                        | 132                      | —                        |                     |
| 2012 | «Back in My Life»                         | —                        | 13                       | —                        | —                        | —                        | —                        | 5                        | 38                       |                     |
| 2012 | «Musica»                                  | —                        | 37                       | 90                       | —                        | —                        | —                        | 5                        | 6                        | - FIMI: 2x Platinum |
| 2013 | «Toca-Toca»                               | 48                       | 10                       | 10                       | 17                       | 75                       | 22                       | 11                       | —                        | - FIMI: Gold        |
| 2015 | «Like A Star»                             | —                        | 8                        | —                        | 28                       | —                        | —                        | —                        | —                        |                     |
| 2015 | «So High»                                 | —                        | —                        | —                        | —                        | —                        | —                        | —                        | —                        |                     |
| 2016 | «Jolie» (feat. Misha)                     | —                        | —                        | —                        | —                        | —                        | —                        | —                        | —                        |                     |
| 2016 | «Butterfly» (feat. Andra)                 | —                        | —                        | —                        | —                        | —                        | —                        | —                        | —                        |                     |
| 2017 | «Dame»                                    | —                        | —                        | —                        | —                        | —                        | —                        | —                        | —                        |                     |
| 2017 | «Get Wet»                                 | —                        | —                        | —                        | —                        | —                        | —                        | —                        | —                        |                     |
| 2019 | «Mexico»                                  | —                        | —                        | —                        | —                        | —                        | —                        | —                        | —                        |                     |
| 2021 | En Vogue                                  | -                        | -                        | -                        | -                        | -                        | -                        | -                        | -                        |                     |

### Участие в записи
- 2014 — Hello (сингл Mandinga при участии Fly Project)
- 2016 — Next To You (сингл Last Night при участии Fly Project)

## Награды и номинации
| Год  | Награда                                                  | Категория                  | Получатель  | Результат |
| ---- | -------------------------------------------------------- | -------------------------- | ----------- | --------- |
| 2007 | Премия «Топ-Хит» за лучшую танцевальную музыку (Румыния) | Лучший сингл               | K-Tinne     | Победа    |
| 2007 | Премия «Топ-Хит» за лучшую песню (Румыния)               | Лучший сингл               | K-Tinne     | Победа    |
| 2008 | Европейская музыкальная награда MTV                      | Лучший румынский артист    | Fly Project | Номинация |
| 2008 | Румынская музыкальная премия                             | Лучшая танцевальная музыка | Brasil      | Номинация |
| 2008 | Российская музыкальная премия                            | Лучший сингл               | Brasil      | Номинация |
| 2008 | Российская музыкальная премия                            | Лучший альбом              | K-Tinne     | Номинация |
| 2011 | Европейская музыкальная награда MTV                      | Лучший румынский артист    | Fly Project | Номинация |
| 2014 | Румынская музыкальная награда                            | Лучшая танцевальная музыка | Toca Toca   | Номинация |
| 2014 | Румынская музыкальная награда                            | Премия «Прорыв» 2014       | Fly Project | Номинация |